# Иван Грозный (вулкан)
Иван Грозный — действующий вулкан на острове Итуруп Большой Курильской гряды.
Вулкан типа лавовый купол. Высота 1158 м. Расположен в центральной части острова; в южной части Грозного хребта.
Историческое извержение в 1989 г. В 1951, 1968, 1970, 1973 гг. отмечались небольшие пепловые выбросы. В настоящее время фиксируется фумарольная и термальная активность.
Назван в честь русского царя Ивана IV Васильевича по прозвищу Грозный (1530—1584).